# Cajueiro da Praia
Cajueiro da Praia este un oraș în Piauí (PI), Brazilia.